# Instituto Perimeter de Física Teórica

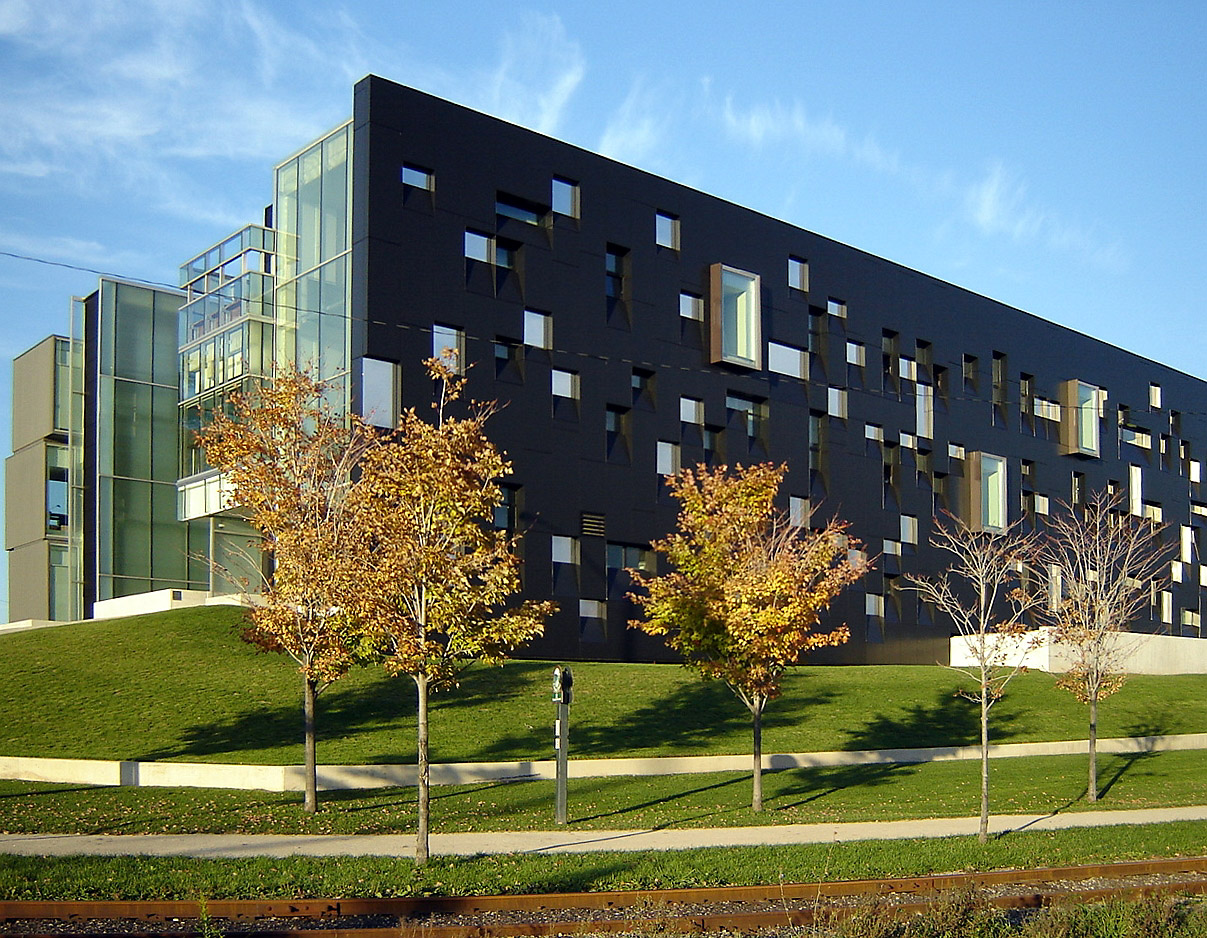
El instituto Perimeter.

El Instituto Perimeter de Física Teórica (en inglés Perimeter Institute for Theoretical Physics) es un instituto de investigación independiente dedicado a cuestiones fundamentales en física teórica, situado en Waterloo, Canadá. Fue fundado en 1999 por Mike Lazaridis. Además de su actividad investigadora, el instituto posee un programa educativo de divulgación científica.

## Historia
La donación original de $100M por parte del filántropo Mike Lazaridis fue anunciada el 23 de octubre de 2000, como la mayor donación por parte de privados en la historia de Canadá. Una segunda donación por un monto de $50M fue hecha en junio de 2008.
Las actividades de investigación comenzaron el 2001. Además de tales actividades, el instituto posee programas de divulgación destinados a presentar diversos tópicos de física teórica a la comunidad.

## Investigación
Las áreas de investigación del instituto se separan en
- Materia condensada
- Cosmología
- Física matemática
- Física de partículas
- Campos cuánticos y cuerdas
- Fundamentos de la mecánica cuántica
- Gravedad cuántica
- Información cuántica
- Gravedad fuerte

## Formación
Si bien el instituto en sí no entrega grados académicos, a través de acuerdos con distintas universidades es capaz de llevar a cabo programas de formación de postgrado. Estos comprenden:

### Perimeter Scholars International (PSI)
Fruto de un acuerdo con la Universidad de Waterloo, el programa PSI comprende un año de cursos avanzados de postgrado en conjunto con actividades de investigación. Cada año 30 estudiantes destacados a nivel internacional son seleccionados para cursar este programa financiado gracias a la beca completa de PSI. El porcentaje de admisión al programa es  menor a un 3%.

### PhD
El instituto también comprende programas de doctorado supervisados por investigadores del instituto. El grado es otorgado gracias a convenios con las universidades UWaterloo y Universidad McMaster, entre otras.

### Visiting Graduate Fellow
El centro de investigación también posee un programa para estudiantes de postgrado matriculados en otras universidades alrededor del mundo. Por un período de 4 a 12 meses, estos son invitados a desarrollar sus investigaciones dentro del instituto, así como también interactuar y colaborar con los investigadores residentes.

## Divulgación
Las actividades de divulgación de Perimeter incluyen charlas abiertas a la comunidad, "campamentos" científicos para estudiantes internacionales, entrenamiento para profesores de ciencia, además de material en línea con recursos educacionales.

### Public Lectures Series
El Instituto Perimeter ha recibido a una gran cantidad de científicos prominentes en física y otras áreas dentro de su programa de charlas abiertas. Son ejemplos: Freeman Dyson, Gerard ‘t Hooft, Jay Ingram, Seth Lloyd, Jay Melosh, Sir Roger Penrose, Michael Peskin, Leonard Susskind, Frank Wilczek y Anton Zeilinger.

### ISSYP
La Escuela de Verano Internacional para Físicos Jóvenes (ISSYP por sus siglas en inglés) es una actividad anual de dos semanas de duración. En ella, 40 estudiantes internacionales de edades 16 a 18 años son seleccionados para introducirse en el ámbito de investigación dentro del instituto.

### EinsteinPlus
La iniciativa EinsteinPlus es un programa de formación enfocado a profesores de secundaria. Se lleva a cabo durante los meses de verano y comprende una exposición a tópicos actuales de investigación en física teórica.

### PIRSA
La mayoría de charlas de conferencias, seminarios y workshops que se llevan a cabo en el instituto quedan registradas de forma permanente en el servidor PIRSA. Estas son de acceso libre a través de la página web oficial.